# Maurizio Camardi
Maurizio Camardi (Padova, 17 giugno ...) è un sassofonista, direttore artistico e compositore italiano.
Suona il sassofono tenore e soprano, il duduk ed è attivo nei generi jazz, musica classica e world music. Ha composto anche musiche per rappresentazioni teatrali. 
Oltre che negli album come solista e in quelli dei suoi gruppi, ha collaborato con diversi artisti famosi, tra i quali Claudio Fasoli, Paolo Fresu, Stefano Battaglia, Franco D'Andrea, Enrico Rava, Patrizio Fariselli, Robert Wyatt, Paolino Dalla Porta, Ricky Gianco, Gualtiero Bertelli, Cochi e Renato, Yo Yo Mundi e Cooper Terry.

## Biografia
Insieme al musicologo Roberto Favaro, fonda la Scuola di Musica George Gershwin di Padova, attiva dal 1985, di cui a tutt'oggi è direttore artistico.
Dirige dal 1992 la Gershwin Jazz Orchestra, che si esibisce con solisti quali Paolo Fresu e Claudio Fasoli.
Prende parte agli spettacoli teatrali anche esibendosi sul palco,. Nello spettacolo tratto dal libro La terra della mia anima di Carlotto, assieme al musicista Ricki Gianco, Camardi partecipa ad un'azione di protesta ambientata nell'Argentina nel 1989, suonando una milonga che narra la storia di un giovane desaparecido, di fronte alla caserma in cui sono stati torturati migliaia di oppositori e sospettati dalla giunta militare argentina.
Nel 2007 è invitato con il proprio quartetto a tenere alcuni concerti a Berlino. Partecipa poi al CD Comicopera di Robert Wyatt, pubblicato dalla Domino Records, suonando nel brano Hasta Siempre che viene registrato a Padova.
Nel 2010 esce il CD in duo con Mauro Palmas dal titolo Mare Chiuso, che viene segnalato dalla prestigiosa rivista Jazzit.

## Discografia

### Solista
- 1997 - In Alto Mare (Caligola Records)
- 1998 - ... nostra patria È il mondo intero (Edizioni Il Manifesto)
- 2001 - La frontiera scomparsa (Ed. il Manifesto)
- 2006 - Impronte (Caligola Records)
- 2008 - Cristiani di Allah (Blue Serge - allegato all'omonimo romanzo di Massimo Carlotto)
- 2009 - Energie Positive (Blue Serge)
- 2010 - Mare Chiuso (Blue Serge) Maurizio Camardi e Mauro Palmas
- 2011 - Radiomondo (Blue Serge)
- 2013 - Universi Diversi (Blue Serge)
- 2017 - Cacciatori di sogni (Blue Serge)
- 2019 - Hangar (Blue Serge) con Clacson Small Orchestra
- 2025 - Il respiro di Giotto (Caligola Records) Maurizio Camardi e Francesco Ganassin

### Con i Fusion Market
- 1989 - Managua (Telex Jazz) - Vinile
- 2010 - Managua (ristampa Azul)

### Con l'European Music Orchestra
- 1995 - Guest (Soul Note)

### Con il Sax Appeal saxophone quartet
- 1995 - Giotto (Soul Note)
- 2000 - Blowing (Soul Note)

### Incisioni su album di autori vari
- 2004 - Lester (Caligola Records)
- 2005 - Mantova Musica Festival (Edel/Uprfolkrock)
- 2005 - La Battaglia di Canne (Ed. Il Manifesto)
- 2024 - Musicisti per Still I Rise (CD, Vinile)

### Collaborazioni

#### Con Ricky Gianco
- 2000 - Tandem (Columbia)
- 2005 - Danni Collaterali (Ed. Il Manifesto)
- 2005 - Ricky Gianco Collection (Edel)
- 2009 - Di santa ragione (Edel)

#### Con Cochi e Renato
- 2000 - Le Canzoni Intelligenti

#### Con Gualtiero Bertelli
- 2004 - Povera Gente (Nota)
- 2005 - Anni '50 (Altro)
- 2024 - In Giorni Come Questi (Nota)

#### Con Alberto Polese
- 2004 - Lulabù

#### Con Robert Wyatt
- 2007 - Comicopera (2007, Domino Records)

#### Con Yo Yo Mundi
- 2008 - Album Rosso (Ed. Il Manifesto)
- 2011 - Munfrà (La Contorsionista)
- 2020 - La Rivoluzione Del Battito di Ciglia
- 2023 - Partigiani sempre (Nota) con Massimo Carlotto
- 2024 - Canzoni Di Fuga e Di Speranza (Nota)

#### Con Bossamba
- 2012 - Cariocas Da Casca

Con Banda di Via Anelli
- 2013 - Oltre Il Muro (Blue Serge)

#### Con Emanuele Grafitti
- 2014 - Zen Garden (Caligola)

#### Con Orchestra Jazz del Veneto
- 2015 - In Itinere (Blue Serge)

#### Con Antonella Ruggiero
- 2020 - Empatia (Libera)

#### Con Paolo Archetti Maestri
- 2024 - Amorabilia (Nota)

## Collaborazioni musicali nei lavori teatrali di Massimo Carlotto
- 2005 - Cristiani di Allah, storie di pirati e corsari, tratto dall'omonimo romanzo, musiche di Maurizio Camardi e Mauro Palmas, testi di Massimo Carlotto
- 2006 - La terra della mia anima, tratto dall'omonimo romanzo, regia di, interpreti: Massimo Carlotto (voce), Ricky Gianco (chitarra e voce), musica di Maurizio Camardi e Patrizio Fariselli
- 2009 - Gran Galà Italia, interpreti: Massimo Carlotto e Loris Contarini (voci), musica di Maurizio Camardi e Mauro Palmas, testi di Massimo Carlotto
- 2009 - Venexia, liberamente ispirato a Cristiani di Allah, regia di Velia Mantegazza e Loris Contarini, musiche di Maurizio Camardi e Mauro Palmas, interpreti: Massimo Carlotto e Patrizia Laquidara (voce), testi di Massimo Carlotto